# Atanasio Ndong Miyone
Pour les articles homonymes, voir Ndong.
Atanasio Ndong Miyone (ou Atanasio Ndongo) (1928 (?) - 5 mars 1969) est un homme politique et acteur de l'indépendance de la Guinée équatoriale.

## Jeunesse
Fangs né à Rio Benito, sur la côte dans le Rio Muni, il est envoyé par ses parents sur l’île de Fernando Poo, à Banapa au séminaire des pères clarétains. Mais en 1952, il mène avec Gori Molubela qui deviendra un autre leader de l’indépendance, une grève dans le séminaire pour réclamer de meilleures conditions d’étude et une nourriture convenable. Les pères demandent à l’armée d’intervenir et, une fois l’ordre rétabli, expulsent du séminaire les deux meneurs.

## Indépendantiste
Rentré chez lui, Atanasio cherchera par tous les moyens à réintégrer le séminaire, insistant sur sa vocation. Mais l’évêque restera intransigeant et le jeune homme doit même se réfugier au Gabon. De là il organise la propagande indépendantiste au Rio Muni au sein du MONALIGE fondé en 1954. Protégé de Léon Mba il poursuit ses études et devient rapidement secrétaire général du MONALIGE et principal figure du mouvement indépendantiste guinéen. Il épouse Marthe Ekemeyong, alors veuve de Félix Moumié, leader de l’UPC (Union des populations du Cameroun) et grâce à elle reçoit le soutien de nombreux leaders de l’Afrique francophone. Il mène une campagne efficace auprès de l’ONU pour la décolonisation de son pays. Mais ce n’est que fin 1966 qu’il décide de rentrer d’Algérie où il était installé. Après 14 ans d’exil il est devenu un leader reconnu internationalement mais presque un étranger dans son propre pays. Il a notamment presque perdu la langue fang.
Lors de la Conférence constitutionnelle il se lie avec Fernando María Castiella, le ministre des Affaires étrangères espagnol, qui voit en lui le leader instruit qu’il faut pour la Guinée. Francisco Macías Nguema aura beau jeu de dénoncer cette collusion et de ravir à Atanasio son rôle de leader des indépendantistes et le soutien de la majorité des membres du MONALIGE.
Après son échec au premier tour de l’élection présidentielle, Atanasio rallie Macias au second et devient son ministre des affaires étrangères.

## Assassinat
En mars 1969, après avoir rencontré Castiella à Madrid, il se rend à Bata, où il mène une tentative de coup d’État. Il meurt dans cette tentative.